# Arthur Winfree
Arthur Taylor Winfree (15 de mayo de 1942 - Tucson, 5 de noviembre de 2002) fue un biólogo teórico estadounidense. 
Winfree destacó por su trabajo en la modelización matemática de fenómenos biológicos: la arritma cardíaca, los ritmos cicardianos o la reacción Belousov-Zhabotinsky. 

## Aportaciones teóricas

### Sincronización colectiva
En su libro Cybernetics Norbert Wiener planteaba un problema biológico esencial: ¿Cómo es posible que miles de neuronas, luciérnagas o grillos puedan sincronizarse entre sí, activándose, iluminándose o cantando al unísono, sin ningún agente organizador ni señal ambiental externa? El artículo de Winfree (1967) ofrecía la primera modelización matemática de la sincronización mutua de los osciladores biológicos. Winfree descubrió que los osciladores poblacionales pueden exhibir un notable comportamiento cooperativo. Cuando la variación de las frecuencias se reduce, los osciladores se comportan de modo incoherente, cada uno de ellos cerca de su frecuencia natural, hasta cruzar un cierto límite. A partir de ese momento los osciladores empiezan a sincronizarse simultáneamente. Winfree subrayó el sorprendente paralelismo entre este fenómeno y la transición de fase termodinámica, pero con una gran diferencia: los osciladores se alinean en el tiempo, no en el espacio.
El trabajo de Winfree sobre los osciladores acoplados fue uno de los primeros ejemplos de sistema autoorganizado. Comenzó como un problema biológico, pero tuvo un impacto mayor en la teoría de los sistemas dinámicos y en la física estadística. 